# George Roy Hill
George Roy Hill (ur. 20 grudnia 1921 w Minneapolis, zm. 27 grudnia 2002 w Nowym Jorku) – amerykański reżyser filmowy, zdobywca Oscara za film Żądło (1973).
Zasiadał w jury konkursu głównego na 28. MFF w Cannes (1975).

## Filmografia
Reżyser
- Kraft Television Theatre (1947-1958)
- Playhouse 90  (1956-1961)
- Kaiser Aluminum Hour, The  (1956-1957)
- Okres przygotowawczy (Period of Adjustment, 1962)
- Zabawki na strychu (Toys in the Attic, 1963)
- Świat Henry’ego Orienta (The World of Henry Orient, 1964)
- Hawaje (Hawaii, 1966)
- Na wskroś nowoczesna Millie (Thoroughly Modern Millie, 1967)
- Butch Cassidy i Sundance Kid (Butch Cassidy and the Sundance Kid, 1969)
- Rzeźnia nr 5 (Slaughterhouse-Five, 1972)
- Żądło (The Sting, 1973)
- Wielki Waldo Pepper (The Great Waldo Pepper, 1975)
- Na lodzie (Slap Shot, 1977)
- Mały romans (A Little Romance, 1979)
- Świat według Garpa (The World According to Garp, 1982)
- Mała doboszka (The Little Drummer Girl, 1984)
- Rozkoszny domek (Funny Farm, 1988)

Scenarzysta
- Kraft Television Theatre  (1947-1958)
- Wielki Waldo Pepper (The Great Waldo Pepper, 1975)
- Mały romans (A Little Romance, 1979)

## Nagrody
- Nagroda Akademii Filmowej Najlepsza reżyseria: 1974:Żądło
- Nagroda BAFTA Najlepsza reżyseria: 1969:Butch Cassidy i Sundance Kid
- Nagroda na MFF w Cannes Nagroda Jury: 1972:Rzeźnia nr 5